# Agadir Inezgane
Luchthaven Agadir Inezgane is een militair vliegveld gelegen tussen Agadir en Inezgane. Het internationale vliegverkeer wordt op Al Massira Airport afgehandeld, ongeveer 15 km zuidoostelijk gelegen.